# Traje típico manchego

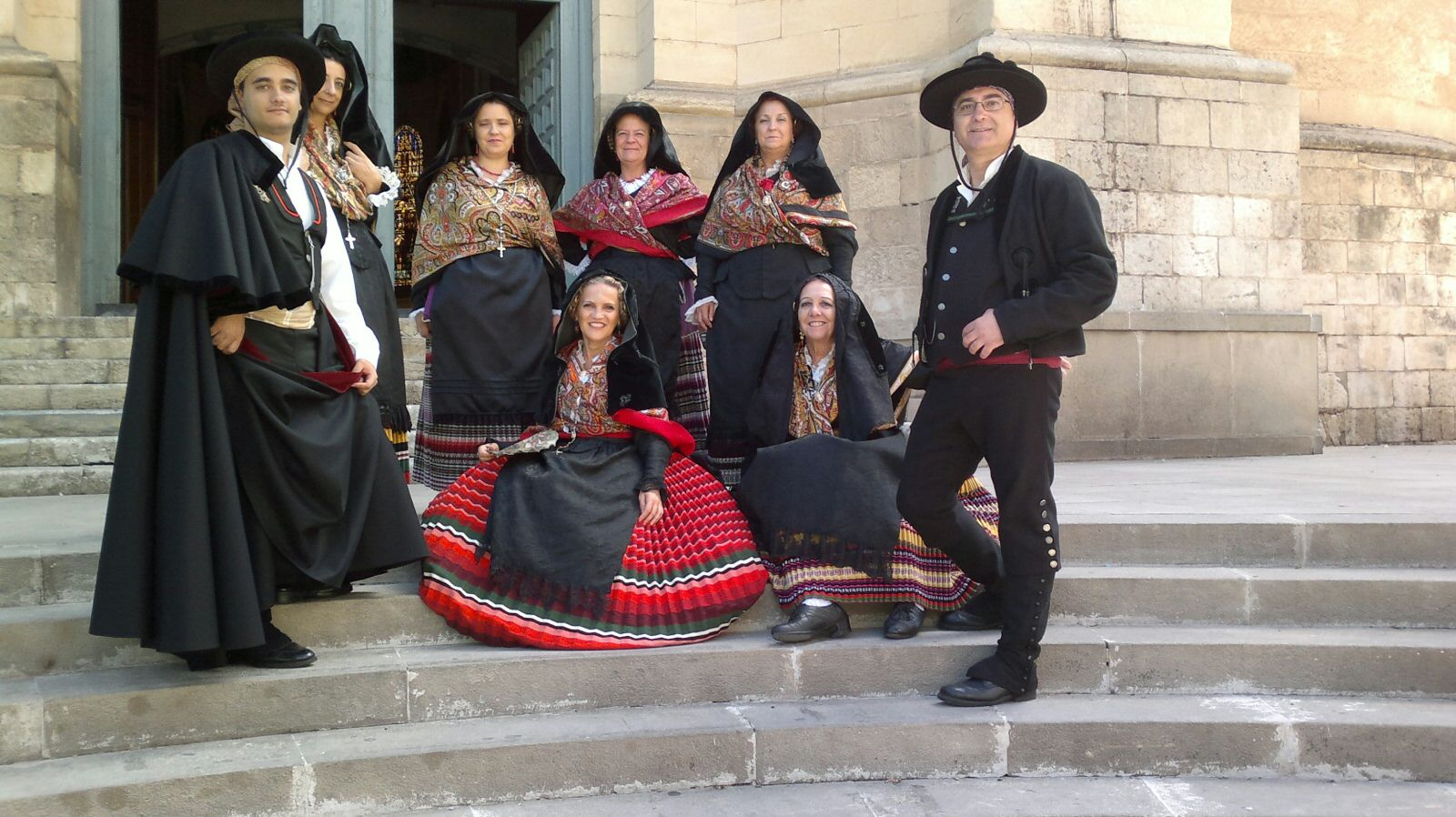
Miembros de un grupo de folclore ataviados con el traje manchego durante la Feria de Albacete.

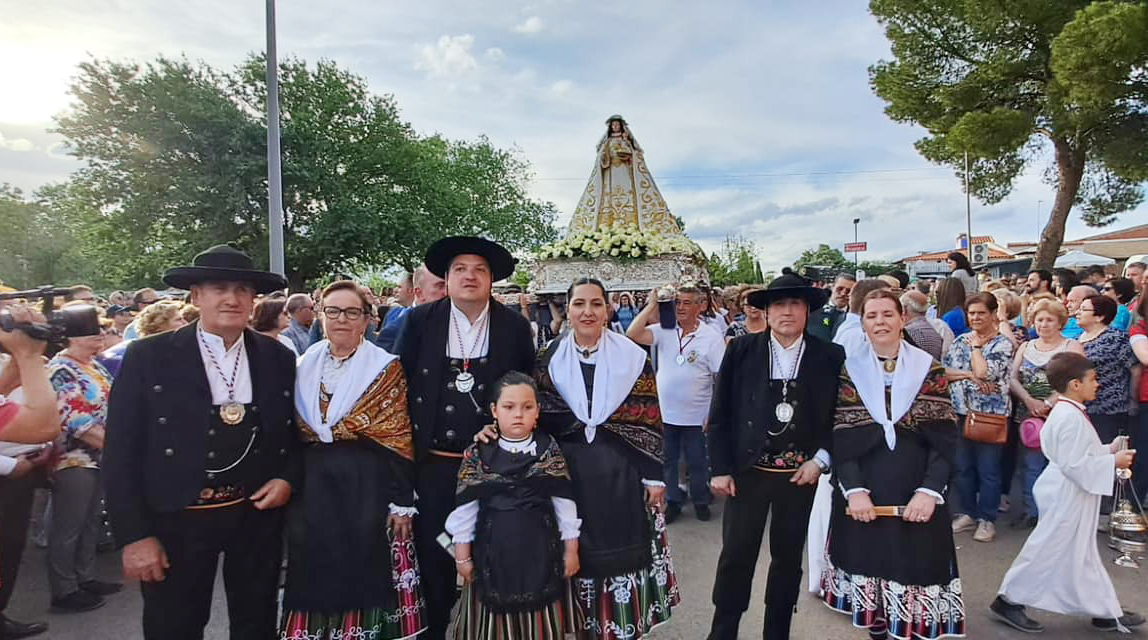
Los pandorgos de Ciudad Real en la romería de la Virgen del Monte de Bolaños de Calatrava (Ciudad Real).

Traje típico manchego es una interpretación del que se usó en los siglos XVIII y XIX a partir de la vestimenta tradicional de la zona en la región o territorio de La Mancha. Dentro de un conjunto de variantes locales y comarcales, se caracteriza por las líneas sencillas y sobrias, y, como en otras regiones de Castilla, abunda el color negro y el blanco (ej: el traje burgalés), combinados con colores variados de tonos pardos. Comparte características con otros trajes típicos, como los de Andalucía, de Aragón y del Levante, y como todos ellos puede apreciarse alguna influencia en la forma de vestir y en tejidos de la América hispanizada.

## El traje de faena
Es el usado por las clases bajas para las labores del campo. 
En las mujeres se distingue el uso del percal estampado en cuadros o en vichy, por lo general en tonos azules y blancos o en negro y blanco. Se lleva de esta tela la blusa y la saya. Se acompaña de delantal oscuro, pañuelo de hombros (cuyo color varía del blanco al de cuadros), pañuelo en la cabeza (que solo se usa para el campo, en la vida de la ciudad o del pueblo, las mujeres no lo utilizan); medias de color rojo o azul, abarcas y sombrero ancho de paja, que podía recogerse hacia arriba atando las puntas del pañuelo en lo alto.
El hombre lleva medias, polainas de estameña marrón o de colores atadas a la pantorrilla por las correas de las abarcas, calzón de paño, fajín enrollado (solo para el campo. En el pueblo se usará un fajín a modo de cinturón de cuero ancho), camisa blanca o de cuadros del mismo material que la de la mujer, pañuelo al cuello (más pequeño que el de la mujer), pañuelo a la cabeza (mayor que el de la mujer y atado en la nuca; aunque éste solo lo llevan en algunas labores como son las de arriero, o que conlleven viajes largos); y sombrero de paja de ala más corta que el de la mujer.

## El traje de domingo o de gala

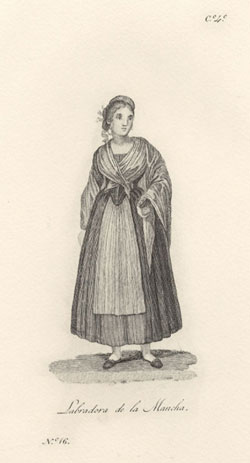
Indumentaria de mujer manchega 'soltera' de domingo (año 1777), con peineta y refajo estampado con franjas de colores

En la mujer se caracteriza por el refajo de rayas de colores de estameña, en un tejido llamado "alpujarreño", por comenzarse a tejer éste en Granada en la Baja Edad Media; y desde La Mancha fue donde se distribuyó a otros trajes de España (Murcia, Madrid, Extremadura, Valencia, resto de Castilla y zonas de Andalucía. En el norte de La Mancha se adornaba el refajo con picados de terciopelo negro; en el este con bordados de flores de colores, y en el centro y sur de manchegos con bordados blancos de flores y rosetones. Se complementa el traje de gala con jubón negro, mandil de seda negro y medias de rayas de colores o blancas. Lleva también una pañoleta cogida con alfileres al jubón (blanca para las solteras y negra para las casadas), mantón blanco o negro, o estampado de colores llamado "de mil colores", o "de pisto". Calza zapato negro de tacón. Otros refajos que se podían usar eran de brocados de flores de colores (sobre todo en la zona oriental de la provincia); o de paño de un solo color (generalmente verde, azul, amarillo, rojo o negro) adornado con bandas.
El hombre viste camisa blanca, chaleco oscuro y calzón del mismo color (normalmente azul, verde, marrón o negro); medias blancas o azules, cinturón ancho de cuero y terciopelo bordado (los bordados son de flores y llevan las iniciales del propietario), en el cinturón lleva dos bolsas: una para el tabaco y otra para el dinero y el pañuelo de mano. Usa también chaquetilla corta de tipo andaluz, adornada de madroños o de botonaduras de plata (influencia castellana); zapatos negros y sombrero calañés de ala ancha.

## El traje de boda
Es el usado por los asistentes (no la novia) a una boda o por las clases altas.   
La mujer lleva traje de damasco (azul, dorado, verde o negro); formado por jubón de manga larga y falda del mismo género (hasta el tobillo en las solteras y hasta el suelo en las casadas). La saya puede ir adornada por dos o tres volantes pequeños que no se superponen unos sobre otros. Lleva medias blancas, zapato negro de tacón, mantón blanco o negro, que también puede ser de Manila, mantilla blanca o negra y abanico. 
El hombre va igual que el de domingo pero con tejidos más ricos.

## El peinado de la mujer
El peinado típico de La Mancha es el llamado "de pleita", y se solía realizar una vez por semana, aguantando éste hecho los siete días siguientes. El peinado de pleita se hacía haciendo una trenza de cuarenta ramales y formando una especie de esterilla que luego se apuntaba a la cabeza haciendo una almohadilla en forma de "3"; cuyas tres puntas daban a la nuca y las ondas quedaban libres. Se adornaba con peineta de plata, horquillas grandes de filigrana y lazos negros o crespones grandes.
En la zona de Albacete se peinaban, además, con un rodete en cada sien, quizá por influencia de Valencia y de Murcia, a cuyos reinos medievales pertenecieron parte de los territorios abarcados por esta provincia.

## Joyas
Se usaban collares de cristal o de corales rojos, pendientes de filigrana dorada, peinetas de plata y horquillas.

## Festividad
El 10 de septiembre se celebra en la Feria de Albacete el Día de Exaltación del Traje Manchego.